# Crespinell blanc
El crespinell blanc o cresp (Sedum album) és una espècie de planta suculenta dins la família crassulàcia. És de distribució holàrtica des del sud de Noruega i Suècia al nord d'Àfrica. Als Països Catalans manca només a Mallorca i a Menorca. Viu des del nivell del mar a 2.000 metres d'altitud.
Té fulles de 5 a 15 mm de longitud, cilíndriques; flors blanques;planta normalment de 10 a 30 cm d'alt; flors amb 10 estams. Floreix de juny a agost. Viu en replans de roques, codines, teulades i sòls poc profunds, àrids. És un planta capaç d'aclimatar-se segons les condicions ambientals on creixi i fins i tot és capaç de canviar el seu metabolisme de fixació del carboni del tipus general via de 3 carbonis al metabolisme àcid de les crassulàcies del metabolisme de les crassulàcies. Tradicionalment s'ha emprat amb el seu suc que no és agre l'ungüent anomenat "populeum" que és astringent i cicatritzant.